# 北畠親房
北畠親房（日语：／ Kitabatake Chikafusa，1293年2月—1354年5月10日），鎌倉時代後期、南北朝時代公卿。著書《神皇正統記》。

## 生平
北畠亲房出自村上源氏庶流，祖先是镰仓初期的源通亲。正应6年（1293年）6月24日，从五位下叙位。永仁2年（1294年）1月6日，从五位上昇叙。永仁5年（1297年）2月18日，正五位下昇叙。永仁6年（1298年）5月23日，从四位下昇叙。正安2年（1300年）1月5日，从四位上昇叙，閏7月14日，加元服、任兵部权大輔。乾元2年（1303年）1月20日，遷任左近衛少将，12月17日，正四位下昇叙、左近衛少将如故，12月30日，转任右近衛中将。嘉元3年（1305年）11月18日，遷任权左少弁。德治元年（1306年）12月22日，遷任左少弁。德治2年（1307年）11月1日，辞左少弁，转任弹正大弼。延慶元年（1308年）11月8日，从三位昇叙、弹正大弼如故。延慶3年（1310年）3月9日，正三位昇叙、弹正大弼如故，12月17日，補任参議，弹正大弼如故。延慶4年（1311年）1月17日，兼任左近衛中将，3月30日，兼任備前权守。改元应長元年7月20日，兼任左兵衛督、補任检非違使別当，12月21日，昇進权中納言，检非違使別当、左兵衛督如故。应長2年（1312年）3月15日，解任检非違使別当、左兵衛督，改元正和元年8月10日，从二位昇叙、权中納言如故。正和4年（1315年）4月17日，辞权中納言。
正和5年（1316年）1月5日，正二位昇叙。後醍醐天皇继位时，吉田定房、万小路宣房和北畠亲房计划复兴皇室、推翻镰仓幕府，被称为后醍醐天皇近侍后三房。北畠亲房拜在禅僧玄惠门下学习朱子学。文保2年（1318年）12月10日，還任权中納言。元应元年（1319年）8月5日，转任中納言。元应2年（1320年）10月21日，補任淳和院別当。元亨2年（1322年）4月5日，兼任右衛門督，還任检非違使別当。元亨3年（1323年）1月13日，昇進权大納言。5月，補任奨学院別当。6月15日，兼任陸奥出羽按察使。元亨4年（1324年）4月27日，转任大納言。正中2年（1325年）1月7日，補任内教坊別当。
正中3年（1326年）2月9日，辞任陸奥出羽按察使，換取儿子北畠顯家任左近衛中将。后醍醐天皇把次子世良亲王托付给北畠亲房教导。然而元德二年（1330年）9月17日，世良亲王突然病逝，北畠亲房因此引咎出家，法号宗玄。元弘2年（1332年）准大臣宣下。
元弘三年（1333年），镰仓幕府灭亡，六月，后醍醐天皇回到京都，任命北畠显家为陆奥守，辅佐义良亲王镇守东北地区，亲房也去了陆奥。足利尊氏发动叛乱，南北朝开始，亲房提出“东国经营”，延元三年（北朝历应元年，1338年）前往关东地区，北畠亲房转战关东各地。兴国四年（北朝康永元年，1342年），北畠亲房被迫回归吉野，跟随后村上天皇。正平6年（1351年）11月，准后。正平九年（北朝文和三年，1354年）病殁于贺名生，享年六十二岁。明治41年（1908年）9月9日，贈正一位。

## 家族
- 父：北畠師重 （页面存档备份，存于）（祖父北畠師親 （页面存档备份，存于）養子）
- 母：藤原隆重女
- 妻：不詳
- 子
  - 北畠顯家（1318-1338）
  - 北畠顯信（1320 (?)-1380 (?)）
  - 北畠顯能 （页面存档备份，存于）（1326-1383）
- 女
  - 後村上天皇女御，《南朝系图》作北畠顯子，是後村上天皇的中宫
  - 護良親王室
  - 冷泉持定室

## 登場作品
电视剧
- 太平記（1991年、NHK大河劇、演：近藤正臣）